# Astragalus botryophorus
Astragalus botryophorus es una especie de planta del género Astragalus, de la familia de las leguminosas, orden Fabales.
Fue descrita científicamente por A. A. Maassoumi & D. Podl.